# Fujieda
Fujieda (Japans: 藤枝市, Fujieda-shi) is een stad in de  prefectuur Shizuoka in Japan.
Op 1 april 2009 had de stad 141.590 inwoners en een bevolkingsdichtheid van 730 inwoners per km². De totale oppervlakte van deze stad is 194,03 km².
Deze stad werd opgericht op 31 maart 1954.

## Geplande fusie
- Op 1 januari 2009 werd de gemeente Okabe aangehecht door Fujieda. Het district Shida verdween na deze fusie.

## Geboren
- Yoshio Kikugawa (1944-2022), voetballer
- Makoto Hasebe (1984), voetballer